# Anaksimen
Anaksimen (grč. Άναξιμένης), 585. pr. Kr. - 525. pr. Kr. bio je starogrčki filozof predsokratovac, pripadnik Miletske škole koja je kao temeljni filozofski problem postavila pitanje o počelu (pratemelju, prauzroku) svijeta.
O Anaksimenu, autoru izgubljene rasprave Περὶ φύσεως (O prirodi), ostalo je malo podataka. Možemo ga smatrati praznanstvenikom kozmologom i astronomom (točno je, recimo, ustvrdio da je Mjesečeva svjetlost reflektirana, a zanimao ga je i niz meteoroloških problema), no u biti on je, načinom postavljanja pitanja, svakako filozof. 

## Anaksimenove teorije
Po Anaksimenu, zrak je prapočetak svega postojećega; on je bezgraničan, neizmjeran, sveobuhvatan i vječno se giba. Različite stvari, oblici, nastaju zgušnjavanjem (hlađenjem) i razrjeđivanjem (zagrijavanjem) zraka, i to ovim redoslijedom: vatra - zrak - vjetar - oblaci - voda - zemlja - stijenje. Zviježđa i nebeska tijela, a najprije Zemlja, koja je u središtu svemira i iz koje nastaju i oko koje kruže ostala tijela - zgusnuta su vatra. Zemlja je valjkasta ploča koja se održava na zraku. Da zgušnjavanje hladi, a razrjeđivanje grije, zaključivao je temeljem naivnoga iskustvenog opažanja o vlastitu dahu, koji je hladan kada se usta skupe, a topao ako se otvore.
Kako bilježi Plutarh, prema Anaksimenu svijet se periodično stvara i rastvara, te pritom nastaje niz sukcesivnih svemira. Čak su i bogovi postali iz zraka, a ne obratno. Osim toga, zrak kao temeljna supstancija povezuje čovjeka sa svijetom: "Kao što je naša duša zrak i kao takva upravlja nama, tvoreći od nas jedinstvo, tako dah ili zrak obuhvaća i nosi čitavi kozmos." (Hermann Diels, Fragmente der Vorsokratiker)
Anaksimen je bio mlađi od svojega učitelja, Milećanina Anaksimandra, ali ga se u povijesti filozofije tradicionalno navodi prije njega, da bi se očuvao, po redu apstraktnosti i "neopipljivosti", niz miletskih prapočetaka: voda (Tales) - zrak (Anaksimen) - apeiron (Anaksimandar).
Anaksimen je utjecao na Heraklita, Anaksagoru, Melisa, Platona i Hipokrata, dočim ga Parmenid pobija.